# Front pseudofred
En meteorologia, un front pseudofred és un límit entre la regió d'entrada d'una supercèl·lula i el corrent descendent del flanc posterior. Normalment s'estén cap a l'exterior des d'un centre de mesocicló, generalment cap al sud o sud-oest, i es caracteritza per l'avançament de l'aire descendent cap al flux d'entrada. És una forma particular de front de ràfega.